# Сонгок, Бонифейс
Бонифейс Кипротич Сонгок (англ. Boniface Kiprotich Songok; род. 25 декабря 1980) — кенийский легкоатлет, специалист по бегу на средние и длинные дистанции, легкоатлетическому кроссу. Выступал на профессиональном уровне в 2001—2008 годах, обладатель серебряной медали чемпионата Африки, победитель и призёр ряда крупных международных стартов, участник трёх Всемирных легкоатлетических финалов.

## Биография
Бонифейс Сонгок родился 25 декабря 1980 года.
Начинал как бегун на средние дистанции, с 2001 года регулярно выступал на различных крупных стартах в Кении, в дисциплинах 800 и 1500 метров.
Впервые заявил о себе в лёгкой атлетике на международном уровне в сезоне 2004 года, когда вошёл в состав кенийской сборной и выступил на чемпионате мира по кроссу в Брюсселе, где занял 21-е место. Позднее в беге на 5000 метров завоевал серебряную награду на чемпионате Африки в Браззавиле, уступив на финише только эфиопу Терефе Марегу, в беге на 3000 метров финишировал пятым на Всемирном легкоатлетическом финале в Монако.
В 2005 году на Всемирном легкоатлетическом финале в Монако бежал 3000 и 5000 метров, в обеих дисциплинах пришёл к финишу седьмым.
В 2006 году в 5000-метровой дисциплине выиграл серебряную медаль на Мемориале братьев Знаменских в Жуковском. На Всемирном легкоатлетическом финале в Штутгарте был шестым в беге на 3000 метров и пятым в беге на 5000 метров. Кроме того, в этом сезоне на домашних соревнованиях в Найроби установил свой личный рекорд в полумарафоне — 1:04:46.
Завершил спортивную карьеру по окончании сезона 2008 года.